# اکرون (آلاباما)
آکرون (به انگلیسی: Akron) شهرکی است در ایالت آلاباما در کشور آمریکا.

## مکان
آکرون در موقعیت () قرار دارد.
با توجه به اطلاعات اداره آمار آمریکا مساحت آن در حدود ۱٫۴ کیلومترمربع است.

## مردم‌شناسی
با توجه به آمار سال ۲۰۰۰ جمعیت آن ۵۲۱ نفر، ۲۰۷ خانواده در آن ساکن هستند.
تعداد ۲۳۹ واحد خانه در هر مساحت تقریبی (۱۶۷،۸akm²) قرار دارد.
۲۹،۴% درصد از خانواده‌های فرزند زیر ۱۸ سال داشتند که از این تعداد ۳۴،۸% درصد زوج بوده و ۳۰،۹% درصد زنان بدون شوهر و ۳۱،۴% درصد نیز غیر خانواده بودند.
متوسط درآمد یک خانواده در حدود ۲۱،۲۵۰ دلار آمریکا است و زنان درآمد متوسط ۲۲،۳۹۶ دلار آمریکا و مردان درآمد متوسط ۱۸،۵۰۰ دلار آمریکا بدست می‌آورند.